# Seconda Bibbia di Carlo il Calvo
La Seconda Bibbia di Carlo il Calvo  è considerata "Il manoscritto più significativo" fra i codici Franco-Sassoni o Franco-Insulari.

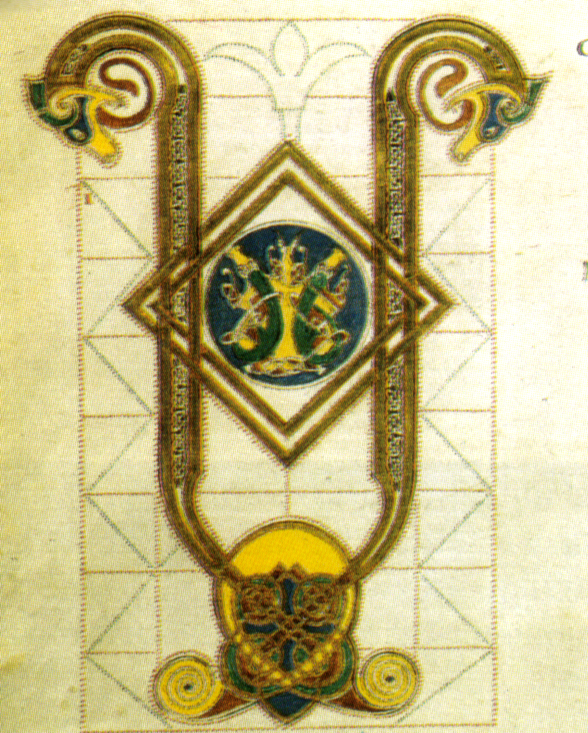
Seconda bibbia di Carlo il Calvo, capolettera, 870 circa, Biblioteca nazionale di Francia, Parigi MS. Lat 2 f. 44

Prodotta fra l'871 e l'877 nell'abbazia benedettina di Saint-Amand, è una "sontuosa copia di presentazione offerta all'imperatore...in occasione della riconciliazione con il figlio Carlomanno", a quel tempo abate di Saint-Amand, accusato di tradimento. Lasciata in seguito all'Abbazia di Saint-Denis, è conservata presso la Biblioteca nazionale di Francia (Parigi, BN, lat. 2).